# نيكولاي غوميليوف
نيكولاي ستيبانوفيتش غوميليف (3 أبريل 1886 «15 أبريل في التقويم الغريغوري» - 26 أغسطس 1921) (بالروسية: Никола́й Степа́нович Гумилёв) هو شاعر وناقد أدبي وضابط عسكري سوفياتي-روسي، زوج الشاعرة الشهيرة آنا أخماتوفا، وأب الشاعر ليف غوميليوف.
ألقي القبض على نيكولاي غوميليوف وأعدم من قبل تشيكا (هيئة الطوارئ الروسية لمكافحة الثورة المضادة والتخريب) في عام 1921.

## روابط خارجية
- نيكولاي غوميليوف على موقع الموسوعة البريطانية (الإنجليزية)
- نيكولاي غوميليوف على موقع ميوزك برينز (الإنجليزية)
- نيكولاي غوميليوف على موقع ديسكوغز (الإنجليزية)

- Nikolay Gumilev - Woods Reading in English على يوتيوب
- Collection of Poems by Nikolay Gumilev (English Translations)
- Russian Site on Gumilev
- Nikolay Gumilyov. Poems
- أعمال نيكولاي غوميليوف في ليبري فوكس